# Таш-Джарган
Таш-Джарга́н (укр. Таш-Джарган, крымскотат. Taş Carğan, Таш Джаргъан) — исчезнувшее село в Симферопольском районе Крыма, располагавшееся в центре района, примерно в 1,5 км восточнее современного села Чистенькое, в одноимённой балке у подножия одноимённой горы.

## История
Впервые Таш-Джарган упоминается польским посланником Мартином Броневским, который проживал здесь в 1579 году; здесь же, по мнению Петра Кеппена и Хвольсона до XVIII века проживали караимы до их переселения на Мангуп. По Камеральному Описанию Крыма… 1784 года в последний период Крымского ханства Таш Ярган входил в Акмечетский кадылык Акмечетского каймаканства. После присоединения Крыма к России (8) 19 апреля 1783 года, (8) 19 февраля 1784 года, именным указом Екатерины II сенату, на территории бывшего Крымского Ханства была образована Таврическая область и деревня была приписана к Симферопольскому уезду. После Павловских реформ, с 1796 по 1802 год относилась к Акмечетскому уезду Новороссийской губернии), а после создания 8 (20) октября 1802 года Таврической губернии, Таш-Джарган был включён в состав Эскиординской волости Симферопольского уезда.
По Ведомости о всех селениях в Симферопольском уезде состоящих с показанием в которой волости сколько числом дворов и душ… от 9 октября 1805 года в деревне Таш-Ярган числилось 14 дворов и 70 жителей, исключительно крымских татар. На военно-топографической карте генерал-майора Мухина 1817 года обозначен Таш чорган с теми же 14 дворами. В результате реформы волостного деления 1829 года Тамаргин, согласно «Ведомости о казённых волостях Таврической губернии 1829 года» остался в составе прежней волости. Видимо, в связи с эмиграциями татар в Турцию деревня обезлюдела и на карте 1842 года обозначена условным знаком «малая деревня», то есть, менее 5 дворов.
В 1860-х годах, после земской реформы Александра II, деревню приписали к Мангушской волости. В «Списке населённых мест Таврической губернии по сведениям 1864 года», составленном по результатам VIII ревизии 1864 года, Таш-Джорган — владельческий хутор с 1 двором и 5 жителями при фонтанѣ. По обследованиям профессора А. Н. Козловского начала 1860-х годов, в селении имелись колодцы с пресной водой глубиной до 5 сажени, а также жители пользовались водой из многочисленных родников. На трехверстовой карте 1865—1876 года обозначен хутор Апостолова Таш-Чорган. В «Памятной книге… 1889 года» поселение не упоминается.
После земской реформы 1890-х годов деревню передали в состав новой Подгородне-Петровской волости. По «…Памятной книжке Таврической губернии на 1892 год» в деревне Таш-Джорган, входившей Подгородне-Петровское сельское общество, числилось 3 жителей в 3 домохозяйствах. На подробной военно-топографической карте 1892 года Таш-Джарган обозначен с 2 дворами с русским населением. В «…Памятной книжке Таврической губернии на 1900 год» деревня уже не значится и далее в доступных документах не встречается.